# Una babysitter all'improvviso
Una babysitter all'improvviso (Reluctant Nannyshare) è un film del 2015 scritto e diretto da Bradford May. Il film segue le vicende di una giovane ragazza la cui vita subirà un cambiamento radicale in seguito all'incontro con un poliziotto.

## Trama
Dopo il fallimento della sua start-up di videogiochi Libby Prescott (Jessy Schram), una giovane e talentuosa ragazza, si trasferirà a Los Angeles per iniziare un nuovo lavoro come consulente informatica, ma una spiacevole sorpresa l'attende. L'azienda per cui avrebbe dovuto lavorare si è fusa e la sua posizione non esiste più.
Come se non bastasse, giusto il tempo di abbassarsi ad aggiustare una scarpa e un furfante piomba all'improvviso su di lei rubandole la borsa. Ma non tutti i mali vengono per nuocere. Grazie al furto farà la conoscenza di Dan (Aaron Hill) un poliziotto che si trovava nel posto giusto al momento giusto e che, dopo aver sventato la rapina, le offrirà un lavoro come babysitter per due bambini indisciplinati che ha preso in affidamento.
Quello che non sa è che quella scelta potrebbe cambiare per sempre la sua vita; giorno dopo giorno infatti la conoscenza tra i due si approfondirà trasformandosi in qualcosa di più.